# ОШ „Јеремија Илић Јегор” Рготина
ОШ „Јеремија Илић Јегор” у Рготини је једна од установа основног образовања на територији града Зајечара која наставља историју основног образовања школе основане 1844. године.

## Историјат
Школу су финансирали родитељи ђака и мештани, а први учитељ био је Илија Поповић. Од 1868. године школа је имала уџбенике који су били издати по Вуковом правопису. Рад са једним одељењем одвијао се све до Српско-турског рата 1876. године, да би рад био настављен после рата.
Од школске 1883/1884. године школа је четвороразредна и има два учитеља који раде у комбинованим одељењима. У периоду од 1884. до 1894. године школа је радила у непознатим просторијама, када школовање у то време није било обавезно.
Нова школска зграда отворена је 1894. године, у којој су радили два учитеља. Од 1927. године отвара се и разредна настава у новој школској згради. Тако се школа из године у годину дограђивала и развијала, са све већим бројем ученика и наставника.

## Школа данас
Данас школа има око 100 ученика, 30 радника, стручног сарадника-педагога, библиотекара. Опремљена је модерним наставним средствима, рачунарима, интернетом, видео-бимом, спортским теренима, кабинетима...